# 李皇后 (後蜀高祖)
李皇后（873年—932年2月21日）五代十国后蜀高祖孟知祥皇后，后唐太祖李克用和貞簡皇后曹氏女。
初封琼华长公主，后改封福庆长公主，於孟知祥称帝前逝世。後孟知祥稱帝，追封李氏為皇后，葬和陵。据墓志铭，公主所生的兒子孟贻范、孟贻邕，皆早夭。

## 子女
- 长子：孟贻范，官至银青光禄大夫、检校左散骑常侍、守代州刺史、右威卫将军同正、兼御史大夫、上柱国，早亡
- 次子：孟贻邕，官至银青光禄大夫、检校右散骑常侍、守忻州长史、左威卫将军同正、兼御史大夫、上柱国，早亡
- 长女：孟久柱
- 次女：孟延意